# Мамшовские
ОПГ, ОПС «Мамшовские» — одна из крупнейших организованных преступных группировок Татарстана 1990-х годов, лидирующее преступное сообщество Нижнекамска 2000-х годов.

## История
«Мамшовцы» — вторая по значимости, после ОПС «Татар», преступная группировка Нижнекамска, была активна с 1997 по 2010 годы, начала образовываться в конце 1980-х годов. Получила название по фамилии лидера банды, известного криминализированного коммерсанта Александра Геннадьевича Мамшова (род. 20.05.1965, г. Нижнекамск) по кличке «Мамша» или «Папа», в уголовной среде он и большинство его соратников авторитета не имели, считались «красными», в народе звались «мышами». Долгое время основным конкурентом Мамшова (Мамша) был Тимершин (Пузырь) из «Татар», Мамшов несколько проигрывал ему во влиянии в преступном мире Нижнекамска:

А что у нас с Мамшой? Мамша, какой он бандит?! Так, постольку-поскольку. Пузырь — страшный человек, а Мамше до Пузыря, «как до Пекина раком», я тебе серьезно говорю. Пузырь улыбнулся — через дня два завалили человека, улыбнулся, поговорил — завалили человека. Я говорю, как есть — пузыревская тема.— Бандит Игорь Куск рассказывает оперу Равилю Гафарову
Мамшов сам себя именовал предпринимателем. Не смотря на подобные утверждения, группировка была крайне опасной, бандиты не гнушались убийствами, избиение монтировкой, либо железными прутьями в подъезде было распространенным способом воздействия на коммерсантов, даже у сообщников перед Мамшовым страх был такой, что, отказываясь от показаний, они вытворяли невероятные вещи:

Сорокин в ИВС добровольно в письменном виде изложил на листе бумаги совершённые им преступления, но в кабинете порвал свои записи и изменил показания. Написанные им бумаги были изъяты как вещественные доказательства. Перед проведением очных ставок с Мамшовым и адвокатом Плотниковой, которая по делу проходила как свидетель, Сорокин отрезал сам себе язык и был помещён в больницу.— Приговор Верховного Суда Республики Татарстан по делу № 2-10/2014, ОПГ «Мамшовские»
Предприимчивость Мамшова выражалась в том, что он не всегда действовал насильственными методами, к примеру, основным способом влияния на работников «Нижнекамскшины» и «Нижнекамскнефтехима» были уговоры и подкуп, что выгодно отличало «Мамшовских» от «Татар», действующих на указанных предприятиях при помощи грубой силы, однако, с рядовыми строптивыми предпринимателям разговор, зачастую, заканчивался иначе, по утверждению Нижнекамской телерадиокомпании «НТР»: «Тех, кто отказывался платить за спокойствие, избивали, сжигали товар. Если и этот метод не срабатывал — выслеживали. Били по самому больному — узнавали адреса школ, садиков детей. После этого соглашались все».
За 13 лет существования группировки ее участники совершили, из доказанного, два убийства, два покушения на убийство, похищение человека, семь хищений чужого имущества, в том числе из ОАО «Нижнекамскнефтехим», откуда бандиты воровали продукцию и сырье целыми вагонами, также разворовывалась продукция предприятия «Нижнекамскшина». Долгое время «мамшовцы» крышевали центральный рынок Нижнекамска. После попытки расстрела Мамшова и последующих арестов костяка «Татар» ОПГ Мамшова быстро взяла под контроль почти весь город, бандиты получала деньги от местных предпринимателей, собирали «дань» с дальнобойщиков, приезжавших в Нижнекамск за шинами, кроме того, «мамшовцы» получали «доход» от деятельности агентств по оказанию интимных услуг. Как указывалось в приговоре Верховного Суда Республики Татарстан «Со временем группировка разрослась так, что её члены часто не знали друг друга».
Мамшовские были дружны с «Кусковскими» и лидерами казанской ОПГ «Севастопольские», враждавали с группировкой «Бродвейские» и «Татарами». Обозреватели газеты «Республика Татарстан» обращали внимание на то, что первое представление об этих грабителях было обманчивым, «банальным процесс выглядит лишь на первый взгляд», так, по некоторым, опровергаемым полицейским руководством Нижнекамска, данным, банда имела надежные связи в правоохранительных органах:

Существование данной организованной преступной группировки было бы невозможно без поддержки определенного круга влиятельных лиц, наделенных властными полномочиями, в том числе и из числа руководящего состава УВД по городу Нижнекамску, при обоюдных корыстных интересах с обеих сторон.— Оперативник Б.Р. Сабиров
Участники процесса по «Мамшовским» утверждали, что у влиятельных бандитов группировки «были связи в прокуратуре и милиции», бандитами производился «подкуп должностных лиц, в том числе и сотрудников правоохранительных органов», потерпевшие утверждали, что «члены группировки избегали уголовную ответственность даже за убийства», приводились примеры, когда бандитов отпускали из милиции за тяжкие преступления, жертвы рекета говорили «милиция работала на бандитов».

## Мамшов и «воры в законе»
В целом, влияние «воров в законе» на нижнекамскую преступность было существенно затруднено местными группировками, в первую очередь «мамшовскими», так вор Радик Шафигуллин по кличке Чича по возвращению из Тольятти в родной Нижнекамск имел неприятный разговор с Мамшовым, который прямо заявил Чиче, что в городе уже есть «смотрящий» и ему здесь ловить нечего, примерно тем же закончилась для Чичи тольяттинская криминальная война, с той лишь разницей, что в Тольятти Шафигуллина пытался убить местный авторитет, а в Нижнекамске Шафигуллин пытался убить местного авторитета, которым и был Мамшов. Крайне неудачная попытка Чичи, в союзе с «Татарами», ликвидировать «Мамшу» привела лишь к преследованию Шафигуллина правоохранительными органами, он был объявлен в федеральный розыск и задержан в октябре 2007 года, осужден на длительный срок и в 2015 году был найден повешенным в одном из исправительных учреждений. Одно время за городом пытался «смотреть» опасный рецидивист по кличке Деревянный, но далее того, что на сходке воров Деревянного перекрестили в Валеру Нижнекамского дело не пошло, ни Мамшов, ни Тимершин не желали уступить бандитский трон профессиональным уголовникам.

## Вахитовские
«Вахитовские» — крупная, враждебная «Мамшовцам», банда из Нижнекамска. Ее лидером был некий Сабирзянов, более известный в криминальной среде под прозвищем Тазбол, в свое время входил в ОПГ «Красноключинские», существовавшей с середины 1980-х годов в нижнекамском поселке Красный Ключ. В начале 90-х годов он, по версии следствия, с наиболее приближенными к нему людьми влился в крупную нижнекамскую ОПГ «Вахитовские» (городской проспект Вахитова). Там господин Сабирзянов, по данным следствия, быстро заслужил авторитет. Помимо «крышевания» коммерсантов и воровства банда вела кровопролитные войны с конкурентами, зачастую, неудачные, к примеру, в марте 2000 года «мамшовские» ликвидировали лидера ОПГ «Вахитовские» по прозвищу Диша, расстреляв его с приятелем из пистолетов ПМ у подъезда его дома на нижнекамской улице Сююмбике. Как считает следствие с Дишей у Мамшова «сложились неприязненные отношения в связи борьбой за контроль над предпринимателями, работавшими в одном из рыночных комплексов».

## Дело Плотниковой
Связанное с этой бандой дело адвоката «Мамшовских» Ирины Плотниковой, задержанной в начале 2014 года при передаче взятки, рассматривалось Ново-Савиновским районным судом Казани, вину адвокат признала полностью, была осуждена на длительный срок. Следствие установило, что в конце 2013 года, женщина за взятку в 1 миллион рублей настойчиво пыталась организовать увольнение сотрудника уголовного розыска, который руководил группой по разработке и ликвидации преступного сообщества «Мамшовские» и дружественной им ОПГ «Кусковские». Глава МВД по Татарстану Артём Хохорин охарактеризовал операцию по задержанию адвоката нижнекамских бандитов, как «Это вообще красивая операция была!», адвокатское-же сообщество города характеризовало «красивую операцию» циничной провокацией Плотниковой на дачу взятки. Мнения относительно рациональности поступка Плотниковой значительно разнятся, так, один из руководителей угрозыска МВД по РТ, сомневаясь в целесообразности действий Плотниковой, утверждал, что: «Только в момент задержания сотрудник уголовного розыска играет важное значение в деле, дальше его влияние незначительно», иные объясняли мотивы адвоката попыткой, на фоне скандала в отделе полиции «Дальний», дискредитации сотрудника уголовного розыска с целью поставить под сомнение доказательную базу, собранную правоохранительными органами. Некоторые указывали на личную неприязнь адвоката к оперативнику.
По утверждению оперативников, взятки, зачастую, передавались через адвокатов, что и доказывает вышеописанный случай с попавшейся на даче взятки адвокатом Плотниковой, любопытно, что, помимо того, что женщина была «заведующая адвокатской коллегией города Нижнекамска с 30-летним стажем», она имела личный интерес к некоторым делам, являясь любовницей известного нижнекамского бандита:

Эта история со взяткой сотруднику УСБ — классический пример, как в Нижнекамске такие вопросы решаются. Коррупция зашкаливает, такое слияние оргпреступности и чиновников, и все на фоне завода, где большие деньги крутятся… И адвокат Плотникова, которая, кстати, является гражданской женой обвиняемого Игоря Куска, имела большие связи. Давая взятку, она хотела двух зайцев убить. Они почему-то считают, что все свидетели по делам «Мамшовских» и «Кусковских» дают показания с оглядкой на меня.— Подполковник угрозыска МВД по РТ Марсель Гафаров, газета «Вечерняя Казань», 2014.

## Разгром
Мамшов был задержан 25 января 2011 года, затем задержали остальных. Следствие шло шесть лет и, до начала 2012, года дело было засекречено, а судебный процесс начался в январе 2014 года. В декабре 2014 года в Верховном суде Республики Татарстан был зачитан приговор по уголовному делу Мамшова и еще пяти жителей Нижнекамска. Подсудимые были признаны виновными в бандитизме, убийствах, похищениях людей, кражах, незаконном обороте оружия и даже в нарушении авторских и смежных прав. Было доказано, что бизнесмен Мамшов создал свою банду «Мамшовские» в 1997 году, когда наряду с криминальными деяниями занимался в городе и вполне легальным бизнесом, например, оптовой торговлей различными товарами, ресторанным бизнесом, по некоторым данным, до задержания Мамшов проживал в ОАЭ, где был совладельцем клуба восточных единоборств.
Суд назначил подсудимому Мамшову как лидеру банды самый больший срок — 20 лет колонии строгого режима. Остальные получили от 14 до 18 лет — тоже строгого режима. В ходе судебного следствия никто из подсудимых свою вину не признал.

### Роль Марселя Гафарова
Непримиримым противником «Мамшовских» и близких им «Кусковских» был бывший начальник отдела УУР МВД по Татарстану Марсель Гафаров, именно его увольнения пытался добиться адвокат бандитов. За успешное раскрытие преступлений крупнейшего преступного сообщества «Мамшовские» подполковнику полиции заместителю начальника Отдела УУР МВД по Татарстану Марселю Гафарову, приказом Министра внутренних дел Российской Федерации, присвоено звание «полковник полиции». 

Зная бескомпромиссный подход к раскрытию всех преступлений «мамшовских», преступники всячески старались отстранить Марселя Гафарова, руководившего ликвидацией преступного сообщества, от участия в этом деле. С помощью взятки они пытались организовать увольнение Гафарова. Более того, после его увольнения они обещали разобраться с ним. Сотрудники собственной безопасности министерства задержали адвоката Нижнекамского филиала адвокатской палаты республики Ирину Плотникову с поличным при передаче денег в обмен на копию приказа об увольнении.— «Награды за профессионализм», пресс-служба МВД по Республике Татарстан, 12 мая 2015.
Однако, по утверждению многочисленных осведомителей сыщика, методы дознания, в стиле Глеба Жеглова, по «мамшовским» и «кусковским» самого Гафарова являлись сомнительными, не скрывал своего возмущения и агент Гафарова, сын одного из директоров ОАО «Нижнекамскнефтехим», Рустем Шияпов.

### Роль Булата Сабирова
Потерпевшие по делу «Мамшовских» с благодарностью упоминают оперативника, который тогда занимался этим уголовным делом, — Булата Сабирова, они полагают, что именно его усилия помогли посадить банду Мамшова. Этот бывший оперативник нижнекамского УВД написал открытое письмо на имя министра внутренних дел РФ Владимира Колокольцева в котором рассказал о вопиющих фактах коррупции в правоохранительной системе Нижнекамска. «Писать письма в различные инстанции он начал еще в 2010-м, как только освободился», осужден был за преступление коррупционной направленности. В результате собственной правозащитной деятельности, этот бывший полицейский пострадал еще раз – суд оштрафовал его на 20 тысяч рублей за распространение сведений, не соответствующих действительности.